# 茂木伸太郎
茂木伸太郎（もてぎ しんたろう、1982年3月19日 - ）は日本のクリエイター、ゲームプロデューサー、ディレクター、脚本家、演出家、ソングライター、音楽プロデューサー。男性。東京都出身。
スマートフォン向けアプリケーションゲーム発のメディアミックス作品『Tokyo 7th シスターズ』ではアプリゲーム内外問わず、企画・原作・総監督・総合音楽プロデューサーとして、作品内の隅々まで企画・制作していた。また、ゲーム内シナリオのシリーズ構成、脚本、同作のCD/Blu-ray商品のアートディレクションなども担当。『Tokyo 7th シスターズ』の楽曲に対して「SATSUKI-UPDATE」、「カナボシ☆ツクモ」名義で作詞も行っており、「SATSUKI-UPDATE」名義では作曲活動も行っている。

## 来歴
2004年に新卒で株式会社ソニー・コンピュータエンタテインメントに企画職として入社し、数々のゲームタイトルにプランナーとして参加。株式会社ソニー・コンピュータエンタテインメントを退社後、デンマークに1年半滞在したのちに、2012年株式会社Donuts入社。2021年3月31日をもって同社を退社。

## 作品

### スマートフォン向けゲーム
- Tokyo 7th シスターズ

### EPISODE
- Tokyo 7th シスターズ#EPISODE（シナリオエピソード）を参照

#### EPISODE 4.0 AXiS
- 2019年4月18日公開。監督・脚本・ストーリー・演出・画コンテ・音楽プロデューサーを務めている。
- EPISODE 0.7 -Melt in the Snow- 2019年10月17日公開。監督・脚本・演出・画コンテ・音楽プロデューサーを務めている。

### 楽曲
- Tokyo 7th シスターズ#楽曲を参照
  - SATSUKI-UPDATE、カナボシ☆ツクモ名義にて作詞・作曲を行う。

### アニメーションMV
- t7s Longing for summer Again And Again 〜ハルカゼ〜
  - 同作品にて茂木は監督、脚本、絵コンテ、音響監督、作詞、作曲、宣伝監修を担当したほか、同作品に同梱されている小説「Some say love,it is flower -ユキカゼ-」の著者も務めている。

### ライブ公演
- t7s 1st Anniversary Live in Zepp Tokyo 15'→34' 〜H-A-J-I-M-A-L-I-V-E-!!〜
  - Zepp Tokyoにて2015年5月31日開催。脚本、構成、演出、総合監督、総合音楽プロデューサーを担当。

- t7s 2nd Anniversary Live in PACIFICO Yokohama 16'→30'→34' -INTO THE 2ND GEAR-
  - パシフィコ横浜国立大ホールにて2016年8月21日開催。昼夜2回公演。脚本、構成、演出、総合監督、総合音楽プロデューサーを担当。

- t7s LIVE -INTO THE 2ND GEAR 2.5-
  - なんばHatchにて2017年1月15日開催。脚本、構成、演出、総合監督、総合音楽プロデューサーを担当。

- t7s 3rd Anniversary Live 17'→XX' -CHAIN THE BLOSSOM- IN Makuhari Messe
  - 幕張メッセイベントホールにて2017年4月22日・23日開催。23日は昼夜2回公演で、計3回公演。脚本、構成、演出、総合監督、総合音楽プロデューサーを担当。

- 4U 1st Live!!! 「The Pres“id”ent 4U」 in Osaka&Tokyo
  - Zepp Osaka Baysideにて2018年1月21日、TOKYO DOME CITY HALLにて2018年2月3日に開催。脚本、構成、演出、総合監督、総合音楽プロデューサーを担当。

- Tokyo 7th シスターズ メモリアルライブ 『Melody in the Pocket』 in 日本武道館
  - 日本武道館にて2018年7月20日開催。脚本、構成、演出、総合監督、総合音楽プロデューサーを担当。

- Tokyo 7th シスターズ 4th Anniversary Live -FES!! AND YOUR LIGHT- in Makuhari Messe
  - 幕張メッセイベントホールにて2018年10月20日・21日開催。脚本、構成、演出、総合監督、総合音楽プロデューサーを担当。

- The QUEEN of PURPLE 1st Live “I'M THE QUEEN, AND YOU?"
  - Zepp Tokyoにて2019年6月9日、Toyosu PITにて2019年6月14日開催。脚本、構成、演出、総合監督、総合音楽プロデューサーを担当。

- Tokyo 7th シスターズ 5th Anniversary Live -SEASON OF LOVE- in Makuhari Messe
  - 幕張メッセ国際展示場9-11ホールにて2019年7月13日・14日開催。脚本、構成、演出、総合監督、総合音楽プロデューサーを担当。